# Krbavsko polje
Krbavsko polje – polje w Chorwacji, położone na terenie Krbavy.

## Opis
Położone jest na terenie Krbavy, będącej częścią Liki. Jego wysokość waha się w przedziale 626–740 m n.p.m., a powierzchnia wynosi 67 km². Ma 25 km długości i do 7 km szerokości. Centralna część polja jest podmokła i pokryta łąkami i pastwiskami. W jego północnej części zlokalizowany jest zasadzony w XVIII wieku dębowo-sosnowy las o nazwie Laudonov gaj. W 1965 roku objęto go częściowo ochroną ekologiczną.
Największe miejscowości to Udbina, Bunić, Debelo Brdo i Jošan. Region ulega stopniowej depopulacji. Na gruntach ornych polja uprawia się jęczmień i kukurydzę (miejscowa odmiana krbavac). Przez polje przebiegają drogi Korenica – Udbina – Gračac i Korenica – Bunić – Gospić.